# Ccorca
O distrito peruano de Ccorca é um dos 8 distritos da província peruana de Cusco, situada no departamento de Cusco, pertencente à região homônima.

## Transporte
O distrito de Ccorca não é servido pelo sistema de estradas terrestres do Peru.